# 목천중학교
목천중학교(木川中學校)는 대한민국 충청남도 천안시 동남구 목천읍 서리에 있는 공립 중학교이다.

## 학교 연혁
- 1969년 10월 14일 : 목천중학교 설립 인가
- 1970년 3월 7일 : 목천중학교 개교 및 제1회 입학식(9학급)
- 2023년 3월 1일 : 제26대 김범상 교장 부임
- 2025년 1월 9일 : 목천중 제53회 졸업식(63명, 총 7,556명)
- 2025년 3월 4일 : 목천중 제56회 입학식(2학급, 53명)

## 참고 자료
- 목천중학교 - 한국교육학술정보원 학교알리미